# Aeroportul Tuguegarao
Aeroportul Tuguegarao (IATA: TUG, ICAO: RPUT) este un aeroport din Cagayan Valley⁠(d), Filipine ce deservește zona Tuguegarao⁠(d). Aeroportul a fost tranzitat în 2022 de 147.865 de pasageri. A fost numit după zona deservită.
Situat la o altitudine de 21 m, aeroportul dispune de 1 pistă. Este operat de Civil Aviation Authority of the Philippines⁠(d).

## Infrastructură

### Piste
Aeroportul dispune de o singură pistă. Pista 17/35 are suprafața de beton și dimensiunile 1.965 m × 45 m. 